# Club Deportivo Educación de Abancay
El Club Deportivo Educación de Abancay, más conocido como Deportivo Educación, es un club de fútbol de Perú de la ciudad de Abancay en el Departamento de Apurímac. Fue fundado en 1972 y actualmente juega en la Copa Perú.

## Historia
El Deportivo Educación de Abancay, conocido también como DEA, es uno de los clubes más tradicionales de Abancay siendo el cuadro que más cerca ha estado de llegar a Primera División no solo en la ciudad sino en todo el departamento de Apurímac. Su fundador fue el Sr. Walter Morales Dongo.
Participó por primera vez en una Etapa Regional en la Copa Perú 1982 donde enfrentó a Universidad San Cristóbal de Huamanga y Diablos Rojos de Huancavelica siendo eliminado por el cuadro ayacuchano.
Su primera actuación destacada en la Copa Perú fue en 1984 en el que clasificó a la Finalísima que se disputó en el Estadio Nacional en la ciudad de Lima, jugando con Los Espartanos de Pacasmayo, Bella Esperanza de Cerro Azul, Alianza Atlético de Sullana, Universitario de Tacna y Guardia Republicana de Lima pero solo obtendría un triunfo frente a Bella Esperanza por 2 a 1, acabando el hexagonal en el quinto y penúltimo lugar.
Después de muchos años sin actuaciones importantes, en 1999 el Deportivo Educación volvería a llegar a instancias decisivas de la Copa Perú clasificando a las semifinales del torneo. En esta ronda enfrentaría al Alfonso Ugarte de Puno que lo derrotaría tanto en la ida como en la vuelta perdiendo la opción de llegar a la final. En la Copa Perú 2001 volvería a la Etapa Nacional pero esta vez sería eliminado por el León de Huánuco en los cuartos de final.
En el 2003 lograría la mejor campaña de su historia llegando hasta la final de la Copa Perú de ese año. Tras lograr el título departamental superaría de forma invicta la Fase Regional dejando en el camino al Juventud Gloria de Ayacucho y al Diablos Rojos de Huancavelica. En la Etapa Nacional eliminaría primero al Echa Muni de Pampas en un desempate jugado en Lima tras haber ganado cada uno su partido de local, luego en semifinales enfrentaría al Deportivo Enersur de Ilo con el que empataría en Abancay y conseguiría la clasificación al ganar de visitante en los minutos finales. La final sería contra el César Vallejo de Trujillo que tuvo que definirse también en un tercer partido jugado en el Estadio Nacional de Lima al ganar cada equipo su partido como local. Pero el DEA caería goleado por 4-0 en este partido quedándose sin la opción de llevar el fútbol profesional por primera vez a Abancay.
Llegó nuevamente a la Etapa Nacional en la Copa Perú 2005 donde fue eliminado en cuartos de final por Senati de Arequipa por un marcador global de 4-2. En la Copa Perú 2006 clasificó nuevamente a la Nacional quedando fuera en primera ronda por Total Clean.

## Rivalidades
El Deportivo Educación tiene una larga rivalidad e histórica con el Club Miguel Grau de Deportes siendo este el Clásico de Abancay ya que ambos clubes tienen una numerosa hinchada en la ciudad. También se ha rivalizado con los distintos equipos Andahuaylinos que en su turno vienen a Abancay.

## Uniforme
- Uniforme titular: Camiseta azul, pantalón blanco, medias azules, letras blancas y azules
- Uniforme alternativo: Camiseta blanca, pantalón blanco, medias blancas, letras y franjas verdes

## Jugadores

### Arqueros que pasaron por el club
Meliton Fernández Loayza
Luis Chenet
Walter Alcázar
Wilfredo Quispe
Miguel Ángel Mendiola Mina
Miguel Falcon
Bustamante

### Plantel subcampeón Copa Perú 2003
Delfor García, Ramírez, Vega, Alvarado, Garrafa, Ortega, Quiquinlla, Vásquez, Manuel Lévano, Gerson Torres y Cassius Zúñiga. DT: Abel Silva.

## Palmarés

### Torneos nacionales
| Competición nacional | Títulos | Subcampeonatos |
| -------------------- | ------- | -------------- |
| Copa Perú (0/1)      |         | 2003.          |

### Torneos regionales
| Competición regional                   | Títulos | Subcampeonatos                |
| -------------------------------------- | --- | ----------------------------- |
| Etapa Regional - Región VI, VIII (7/1) | 1983, 1984, 1988, 1999, 2001, 2003, 2005.                                                                   | 2006.                         |
| Liga Departamental de Apurímac (11/5)  | 1981, 1982, 1983, 1987, 1988, 1994, 1999, 2001, 2002, 2003, 2006.                                           | 1996, 2005, 2007, 2008, 2009. |
| Liga Provincial de Abancay (13/3)      | 1983, 1984, 1988, 1994, 1996, 1999, 2001, 2002, 2003, 2005, 2007, 2008, 2015.                               | 2009, 2011, 2019.             |
| Liga Distrital de Abancay (18/0)       | 1981, 1983, 1984, 1987, 1993, 1994, 1996, 1999, 2001, 2003, 2005, 2006, 2007, 2008, 2009, 2011, 2015, 2019. |                               |